# Газорозподільні мережі України
ТОВ «Газорозподільні мережі України» (ТМ «ГАЗМЕРЕЖІ») — українське газорозподільне підприємство, що входить до Групи Нафтогаз.
Засновником товариства є дочірня компанія «Газ України» НАК «Нафтогаз України». До структури ТОВ «Газорозподільні мережі України» входять головний офіс у Києві та Вінницька, Волинська, Дніпровська, Дніпропетровська, Житомирська, Закарпатська, Івано-Франківська, Київська, Криворізька, Кропивницька, Львівська, Миколаївська, Рівненська, Сумська, Тернопільська, Харківська, Харківська міська, Хмельницька, Черкаська, Чернівецька, Чернігівська філії.

## Історія
ТОВ «Газорозподільні мережі України» створене у вересні 2022 рішенням дочірньої компанії «Газ України» НАК «Нафтогаз України» для упорядкування та гармонізації газорозподільної системи України під єдиним брендом «ГАЗМЕРЕЖІ».
Згідно з Постановою КМУ № 1335 від 25 листопада 2022 року «Про врегулювання питання використання газорозподільних систем або їх складових» ТОВ «Газорозподільні мережі України» передаються в експлуатацію державні газорозподільні мережі.
Станом на грудень 2023 року, згідно з повідомленням пресслужби ТОВ «Газорозподільні мережі України» на Кіровоградщині, Харківщині, м. Харкові, м. Дніпрі та Дніпровському районі, м. Кривому Розі і Криворізькому районі, а також на Київщині, Львівщині, Житомирщині, Сумщині,
Вінниччині,
Дніпропетровщині, Хмельниччині, Івано-Франківщині, Миколаївщині, Волині, Черкащині, Чернігівщині розподіл газу для населення здійснюють філії компанії «ГАЗМЕРЕЖІ».
Створення Кропивницької філії
У грудні 2022 року ТОВ «Газорозподільні мережі України» отримало від Національної комісії, що здійснює державне регулювання у сферах енергетики та комунальних послуг (НКРЕКП) ліцензію на право провадження господарської діяльності з розподілу природного газу в межах території Кіровоградської області (крім міста Гайворон), було створено Кропивницьку філію ТОВ «Газорозподільні мережі України».
Створення Дніпровської філії
У червні 2023 НКРЕКП розширила територію провадження господарської діяльності з розподілу природного газу в межах міста Дніпро та прилеглих населених пунктів Дніпровського району Дніпропетровської області, запрацювала Дніпровська філія ТОВ «Газорозподільні мережі України».
Створення Харківської філії
У червні 2023 територію провадження господарської діяльності з розподілу природного газу ТОВ «Газорозподільні мережі України» розширено. У зону відповідальності новоутвореної Харківської філії увійшли населені пункти Богодухівського, Ізюмського, Красноградського, Куп'янського, Лозівського, Чугуївського та Харківського районів Харківської області.
Створення Харківської міської та Криворізької філій
В липні 2023 на «ГАЗМЕРЕЖІ» було покладено відповідальність за розподіл природного газу в прифронтовому Харкові та промисловому Кривому Розі. Відтак запрацювали Харківська міська та Криворізька філії.
Створення Київської, Львівської, Житомирської філій
Із 1 вересня 2023 року національний оператор почав розподіляти газ ще в трьох областях — Київській, Житомирській та Львівській.
Створення Сумської, Вінницької, Дніпропетровської, Івано-Франківської, Хмельницької, Миколаївської філій
Від 1 жовтня 2023 року філії ТОВ «Газорозподільні мережі України» отримали ліцензії НКРЕКП на ведення діяльності у Вінницькій, Дніпропетровській, Івано-Франківській, Миколаївській, Сумській та Хмельницькій областях.
Створення Волинської, Черкаської, Чернігівської філій
29 листопада 2023 року філії «ГАЗМЕРЕЖІ» отримали ліцензії на ведення діяльності в трьох областях — Волинській, Черкаській та Чернігівській.
Чернівецька, Закарпатська, Рівненська і Тернопільська філії
З 1 січня 2024 року розподіл природного газу для споживачів Закарпатської і Рівненської області здійснюють відповідно Закарпатська і Рівненська філії ТОВ «Газорозподільні мережі України». Ліцензію Тернопільська філія ТОВ «Газорозподільні мережі України» отримала 30 січня 2024 року. Чернівецька філія 1 березня 2024 року розпочала провадження ліцензійної діяльності в Чернівецькій області.

## Керівники
- Сергій Скиба — т.в.о. голови правління (з 6 червня 2025) — управлінець з 20-річним досвідом. У 2019—2020 роках він очолював філію «Укрбургаз» АТ «Укргазвидобування», з 2023 року був директором Житомирської філії «Газмереж», працював у ПАТ «Укрнафта».[24]
- Сергій Мінін — т.в.о. голови правління (з квітня по червень 2025)
- Олексій Гавриш — т.в.о. голови правління (з лютого по квітень 2025)
- Олексій Скриль — голова правління (з лютого 2023 по лютий 2025)
- Денис Миргородський — голова правління (вересень 2022—лютий 2023)